# Lloyd 400

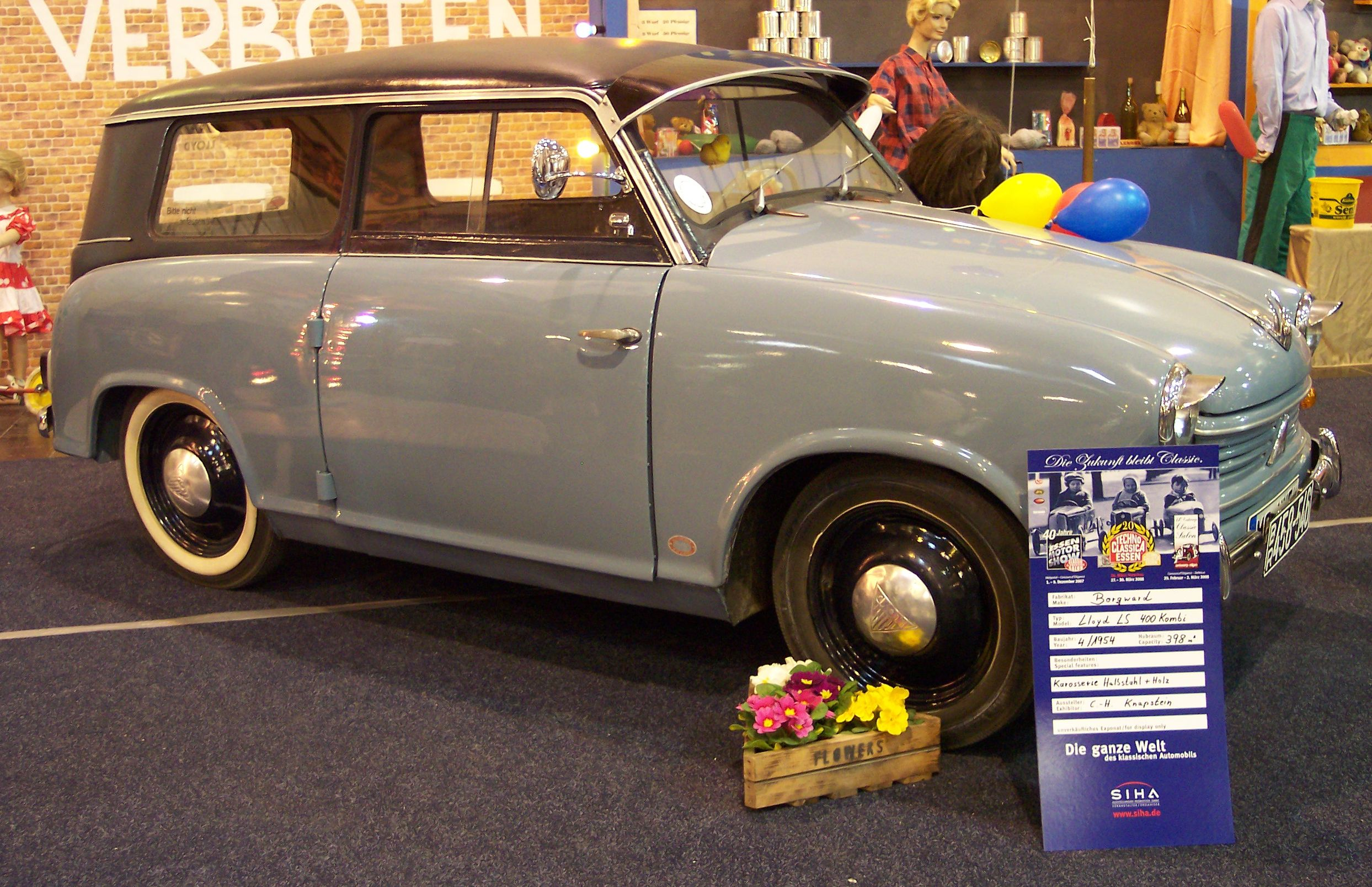
Lloyd LS400 (Kombi)

La Lloyd 400 est une petite voiture produite par Lloyd Motoren Werke GmbH du groupe Borgward à Brême entre 1953 et 1957.
Comme pour son prédécesseur, la Lloyd 300, le nom complet de la Lloyd 400 comporte un préfixe de deux lettres qui identifie la forme de la carrosserie comme suit : LP400 (berline), LK400 (fourgon tôlé) et LS400 (break). À partir d'août 1955, une LC400 (« Cabrio-Limousine » / berline cabriolet) fut également proposée.

## Moteur et trains roulants
La Lloyd 400 est propulsée par un moteur bicylindre à deux temps refroidi par air avec un carburateur Solex 30 BFRH à flux horizontal. Le moteur était monté transversalement. Le moteur est basé sur celui de la Lloyd 300, mais l'alésage (diamètre) du cylindre est augmenté, passant de huit millimètres à 62 millimètres. La cylindrée résultante de 386 cm3 permet une puissance maximale de treize chevaux DIN (9,6 kW) à 3 750 tr/min. La vitesse maximale indiquée est de 75 km/h (47 mph). Malgré des performances médiocres, la Lloyd 400 est considérablement plus rapide et plus puissante que son prédécesseur. La voiture est alimentée avec de l'essence « ordinaire », mélangée dans un rapport de 25:1 avec de l'huile, reflétant les exigences du moteur à deux temps « de style moto ». Lorsqu'elle est conduite normalement, la Lloyd 400 consomme beaucoup plus de carburant que la petite voiture la plus vendue d'Allemagne de l'Ouest, la Volkswagen Coccinelle type 1. Le stockage du carburant est limité et les vingt-cinq litres du réservoir de carburant sont placés devant la cloison, sous le capot avant, dans un espace partagé avec le moteur et la batterie de six volts. La puissance est transmise aux roues avant via une boîte de vitesses manuelle à trois vitesses : il n'y a pas de synchronisation.
La direction utilise un mécanisme à crémaillère et pignon, conventionnel pour l'époque. Il faut 2 ¹⁄₄ tours entre écluses opposées : le rayon de braquage est de 11 m. Les roues avant sont suspendues par deux ressorts à lames montés latéralement. À l'arrière, il y a un essieu oscillant avec des ressorts à lames semi-elliptiques configurés longitudinalement.
Il y a eu essentiellement trois phases de développement pour la Lloyd 400, le premier lot de voitures est livré avec des freins à tambour de 180 millimètres de diamètre, contrôlés via une liaison par câble. À partir de mars 1953, cependant, un mécanisme de liaison hydraulique est installé et, sur les voitures produites après août 1955, le diamètre des tambours de frein est augmenté, passant à 200 millimètres. Le frein à main à commande mécanique fonctionne sur les roues avant.
Une version économique de la Lloyd 400, la Lloyd 250, est lancée en avril 1956. Ce modèle quelque peu dépouillé voit la suppression des enjoliveurs et des pare-chocs à l'extérieur, et celle des appuis-tête pour les sièges passagers à l'arrière. La taille et la puissance réduites du moteur de la Lloyd 250 permettent néanmoins de la conduire légalement avec un permis de conduire de « classe IV », ce qui signifie qu'en Allemagne de l'Ouest, il peut être conduit par des personnes n'ayant pas encore réussi un examen de conduite standard.

## Carrosserie
Les changements structurels tout au long de la vie du modèle définissent les trois phases de la production du Lloyd 400. La voiture est lancée avec une carrosserie à ossature en bois, recouverte d'une peau extérieure en cuir synthétique, reflétant les fondements structurels de la Lloyd 300 dont la Lloyd 400 est à bien des égards une version améliorée. Cependant, seulement environ mille voitures ont été produites avant que les revêtements des panneaux d'aile ne soient remplacés par des panneaux en acier en mars 1953. À partir de janvier 1954, le capot et les couvercles de coffre/coffre sont également en tôle d'acier, et les voitures produites après novembre sont dotées d'un toit en acier. Les Lloyd 400 à toit en acier sont faciles à différencier des voitures précédentes avec une peau en cuir synthétique recouvrant le toit, puisque le passage à un toit en acier s'est accompagné d'une augmentation de la taille de la lunette arrière, désormais incurvée.
La marque Lloyd elle-même ne dispose pas de presses lourdes pour emboutir les panneaux de carrosserie en tôle d'acier. Les panneaux de carrosserie sont achetés et livrés nus à l'usine Lloyd de Brême pour la finition, l'assemblage et la peinture. La plupart des voitures produites sont des voitures à carrosserie LP400 Limousine (berline). Un Kombi LS400 (break) est également disponible avec un fourgon LK400. En septembre 1955, une LC400 Cabrio-Limousine (décapotable) rejoint la gamme. Les portes sont à chaque fois articulées sur le bord arrière.

## Commercialisation
En 1953, la Lloyd LP400 (berline) est proposée au prix recommandé par le constructeur de 3 780 Deutsche Mark, tandis que le prix du Kombi est de 3 970 Deutsche Mark. En septembre 1955, soutenu par les bons volumes de ventes de cette année-là, et probablement en réponse à la pression du marché, le prix du LP400 tombe à 3 350 DM, et le Kombi passe quant à lui à 3 480 DM.
Cependant, le marché des petites voitures en Allemagne de l'Ouest est de plus en plus dominé par Volkswagen. En mars 1954, le prix d'une Volkswagen standard se réduit de 4 150 DM à 3 950 DM. Hormis une poignée de véhicules peu courants (à des prix importants), les voitures particulières produites par Volkswagen ont toutes la même forme. La forme était innovante vingt ans plus tôt, mais l'architecture et le look de la voiture n'ont que très peu changé depuis. L’approche du groupe Borgward n’aurait guère pu être plus différente. En 1955, le groupe produit 91 810 voitures particulières, utilisant trois marques différentes et offrant une gamme de modèles plus large que tout autre constructeur ouest-allemand, avec des modèles remplacés ou considérablement améliorés régulièrement.
L’une des conséquences de ces approches contrastées est que Volkswagen fixe les prix dans un segment de marché dont la réussite commerciale dépend encore des prix pratiqués. En août 1955, le prix d'une Volkswagen standard redescend à 3 790 DM, un niveau conservé jusqu'en 1961. Afin de conserver leur part de marché, les concurrents n'ont guère d'autre choix que de laisser Volkswagen fixer les prix de référence sur le marché intérieur.
La Lloyd 400 est néanmoins considérée comme un succès commercial. En 1955, la production atteint 47 903 exemplaires, ce qui représente plus de 50 % des voitures produites par l'ensemble du groupe Borgward au cours de sa meilleure année en termes de volumes de production. La production totale de la Lloyd 400 entre 1953 et 1957 s'élève à 106 110 unités,. Cela permet au groupe Borgward de se placer au troisième rang des constructeurs automobiles d'Allemagne de l'Ouest, seulement dépassé par Volkswagen et Opel (et devant Ford et Mercedes-Benz).
En 1955, Volkswagen a toutefois produit 279 986 Volkswagen Coccinelle, ce qui représente plus de cinq Coccinelle pour chaque Lloyd 400 produite.